# マイクロアレイ
マイクロアレイ（Microarray）とは、検査・実験の対象物を多数（たとえば千個以上）固定化しておき、これに対して一度に検査・実験を行うための材料または技術を指す総称である。
特に生物学・医学・薬学の方面で、20世紀末から核酸を対象とするDNAマイクロアレイを中心として開発が進み、利用されるようになってきた。
アレイ（Array）とは整列・並べたものの意味であり、数が少ない場合（数百個以下）にはマクロアレイ（Macroarray）と呼ぶこともある。
マイクロアレイの特長は多数の対象を一度に網羅的に扱える点にあり、これは特にバイオインフォマティクスやテイラーメイド医療（個人の体質に応じた医療）の要求を満たすものとして期待されている。具体的には次のようなものがある：
- DNAマイクロアレイ：DNAチップと呼ぶことも多い。DNAを固定化し、それらに相同性のあるDNA・RNAを検出・定量する方法。
- タンパク質マイクロアレイ：タンパク質を多数固定化し、それに対する反応（低分子化合物や他のタンパク質の結合など）を検出する方法。代表的なものとして抗原を対象とした抗体マイクロアレイがある。なお「プロテイン（タンパク質）チップ」の名称（"Protein chip"はLumicyte社の商標）は、特定のタンパク質の結合を検出・定量する方法（網羅的ではない、ビアコア社製品など）を指すものとしても用いられてきたが、これらについても網羅的な扱いを目指して改良されつつある。
- 細胞マイクロアレイ：多数の細胞を基板上に培養し、特定の反応を示すものを検出する方法。DNAでアレイを作製し、その上で細胞を培養してDNAの遺伝情報を発現させる方法もある。
- 組織マイクロアレイ：微小な組織標本を多数固定化し、これらについて免疫組織化学などの方法で特定の性質を示すものを検出する方法。
- 化合物マイクロアレイ：多種の低分子化合物を固定化し、それに対するタンパク質などの反応を検出する方法。コンビナトリアルケミストリーの発展と歩調を合わせて、医薬品などの開発ツールとして発展しつつある。

一部（特にDNAと化合物を対象とするもの）は、フォトリソグラフィを技術的基盤としている。しかしその他の方法については必ずしも先進技術を要素とするものではなく、組織マイクロアレイなどは古くからの技術に現代的な工夫を加えたものである。またタンパク質マイクロアレイでは固定化によって活性を失わないよう、タンパク質の種類に応じた技術が要求される。